# جیمی راسکین
جامین بن «جیمی» راسکین (زاده ۱۳ دسامبر ۱۹۶۲) یک وکیل، استاد حقوق و سیاستمدار آمریکایی است که از سال ۲۰۱۷ به عنوان نماینده ایالات متحده در حوزه هشتم کنگره مریلند خدمت می‌کند. او که یکی از اعضای حزب دموکرات است و از سال ۲۰۰۷ تا ۲۰۱۶ در سنای ایالت مریلند خدمت کرد. این ناحیه قبلاً شامل بخش‌هایی از شهرستان مونتگومری، شهرستانی حومه‌ای در شمال غربی واشینگتن دی سی بود و از طریق شهرستان فردریک روستایی تا مرز پنسیلوانیا امتداد داشت. از زمان تقسیم مجدد در سال ۲۰۲۲، ناحیه راسکین اکنون تنها بخشی از شهرستان مونتگومری را در بر می‌گیرد.
جامین بن راسکین در واشینگتن دی سی، در ۱۳ دسامبر ۱۹۶۲، از پدر و مادر یهودی باربارا (با نام مستعار بلمن) راسکین و مارکوس راسکین به دنیا آمد. نام او گونه ای از نام پدربزرگ پدری اش، بنیامین راسکین است. مادرش روزنامه‌نگار و رمان‌نویس بود، و پدرش دستیار سابق رئیس‌جمهور جان اف کندی در شورای امنیت ملی، یکی از بنیانگذاران مؤسسه مطالعات سیاست، و یک فعال مترقی بود. اجداد راسکین از روسیه به ایالات متحده مهاجرت کردند.